# Triin Aljand
Triin Aljand (Tallinn, 8 juli 1985) is een zwemster uit Estland. In 2012 behaalde ze een zilveren medaille op de Europese Kampioenschappen Zwemmen op de 50 meter vlinderslag. In 2004, 2008 en 2012 deed ze mee aan de Olympische Spelen, maar ze wist nooit door te dringen tot de finales.
In 2008 dacht ze een persoonlijk record op de 50 meter vrije slag te hebben gezwommen, maar haar tijd werd niet geaccepteerd omdat het zwembad een fractie te kort was. Wel zwom ze verschillende Estse nationale records, waarvan enkele anno 2014 nog steeds niet verbroken zijn.
In september 2013 gaf ze aan te stoppen met zwemmen. Ze ondervond te veel last van verschillende blessures, en ambieerde een carrière als coach in Turkije, waar haar partner Peter Mankoč in Ankara werkt.

## Privé
Haar broer Martti Aljand is ook zwemmer, evenals haar tweelingzus Berit Aljand. Haar vader is zwemcoach Riho Aljand. Haar oma Ulvi Voog zwom al op de Olympische Spelen van 1960, destijds uitkomende voor Rusland.

## Persoonlijke records

### Korte baan
| Afstand         | Tijd    | Datum            | Plaats           |
| --------------- | ------- | ---------------- | ---------------- |
| 50m vrije slag  | 23,92   | 13 december 2009 | Istanbul         |
| 100m vrije slag | 54,68   | 21 dec 2012      | Kalevi Veekeskus |
| 200m vrije slag | 2.05,98 | 25 feb 2005      | Tallinn          |
| 50m rug         | 28,20   | 10 december 2009 | Trieste          |
| 50m vlinder     | 25,44   | 11 december 2009 | Istanbul         |
| 100m vlinder    | 58,13   | 13 december 2008 | Rijeka           |
| 100m wisselslag | 1.02,96 | 10 dec 2004      | Wenen            |
| 200m wisselslag | 2.20,11 | 25 feb 2005      | Tallinn          |

### Lange baan
| Afstand         | Tijd    | Datum        | Plaats   |
| --------------- | ------- | ------------ | -------- |
| 50m vrije slag  | 25,01   | 27 mei 2012  | Debrecen |
| 100m vrije slag | 56,10   | 13 aug 2008  | Beijing  |
| 50m rugslag     | 29,45   | 14 juni 2007 | Austin   |
| 50m vlinder     | 25,92   | 22 mei 2012  | Debrecen |
| 100m vlinder    | 59,00   | 26 juli 2009 | Rome     |
| 200m wisselslag | 2.25,77 | 25 jun 2005  | Tartu    |